# Font de programari
Una font de programari o repositori és un lloc centralitzat on s'emmagatzemen i es mantenen paquets de programari, habitualment en bases de dades o arxius informàtics.
L'Enciclopèdia Catalana recull la paraula repositori com a:"Sistema informàtic on s'emmagatzema la informació d'una organització amb la finalitat que els seus membres la puguin compartir." D'aquí s'ha aplicat al lèxic específic de la informàtica per a designar els dipòsits d'informació digital. El concepte repositori s'ha traduït al català normatiu com a font de programari.
No s'ha de confondre amb arxiu obert que, segons L'Enciclopèdia Catalana, és un "dipòsit d'informació en format digital integrat per la producció científica que els seus productors hi han dipositat o autoarxivat voluntàriament, respectant les normes de dipòsit, per tal que pugui ésser utilitzada per qualsevol usuari de manera lliure i gratuïta.".
Repositori és la transcripció de repository, un mot anglès que vol dir rebost (ras i curt), fins i tot té la mateixa arrel llatina, i que algun venedor illetrat va colar per allò que si sona anglès es ven millor.
Les fonts de programari estan preparades per distribuir-se habitualment servint-se d'una xarxa informàtica com Internet o un medi físic com un disc compacte. Poden ser d'accés públic, o estar protegits i necessitar autenticació prèvia.
Els fabricants de programari i altres organitzacions mantenen servidors, normalment allotjats a Internet amb aquest objectiu. Els repositoris poden ser gratuïts o poden requerir una subscripció prèvia i poden ser només per a programes particulars, com és el cas del CPAN o el del llenguatge de programació Perl, o per a un sistema operatiu complet.
A diferència dels ordinadors personals, els repositoris solen comptar amb sistemes de còpia de seguretat (Backup) i manteniment preventiu i correctiu, el que fa que la nostra informació pugui ser recuperada en el cas que el nostre equip quedi inutilitzable.
Les fonts de programari s'empren de forma intensiva en moltes distribucions del GNU/Linux, emmagatzemant paquets de programari disponibles per a la seva instal·lació mitjançant un gestor de paquets. Per exemple, moltes distribucions GNU/Linux utilitzen Advanced Packaging Tool (APT) o yum (yum).
Com que els repositoris de programari estan dissenyats per a incloure programes útils, la majoria de repositoris tenen eines per evitar programari malware. Un dels sistemes més utilitzats és l'ús de la signatura digital per tal de garantir l'origen del paquets descarregats des d'un repositori. Un efecte col·lateral d'utilitzar aquest tipus de sistemes és que no cal programari anti-malware (com programes antivirus).